# William Swords
William Swords, född 21 juli 1942, död 19 oktober 2007, är en irländsk bågskytt. Han deltog vid olympiska sommarspelen 1980.